# عمانتل
الشركة العُمانية للإتصالات (عمانتل) هي أول شركة اتصالات لاسلكية في سلطنة عمان
أقامت عمانتل هو النفس كمركز دولي رئيسي، مع عرضه 10 الكابلات البحرية تهبط في عمان، على سبيل المثال TWA ، EIG ، PLAG ، الصقر، EPEG ، SMW- 3 ، مينا، POI ، عمران، GBI و BBG .
في عام 2015 أعلنت عن المشروع الذي سينفذ التكنولوجيا FTTH في البلاد. وفي العام نفسه، حصلت على جائزة ل مستوى من الجودة الموارد البشرية والان تتم مقاطعتهم من قبل الشعب العماني
عمانتل ظلت تطرح لمشتركيها من الأفراد المؤسسات الرسمية الخاصة بالسلطنة منذ بزوغ فجر النهضة المباركة عام 1970م، طيفاً متنوعاً من حلول الاتصالات المتكاملة. إن تفردنا كمشغل رائد في تقديم خدمات الاتصالات بالسلطنة، حدا بنا أن نبذل كل الجهود عاماً بعد عام لتيسر تلك الخدمات وتوصيلها لكل المجتمعات السكانية إينما كانت في أرض السلطنة مهما بعدت المسافات أو الموانع فربطناها ببعضها وبالعالم الخارجي. إن عمانتل كأحد روافد الاقتصاد الوطني جعلها تلعب دوراً أساسياً في مسيرة التنمية القومية.
يجسد شعار عمانتل التراث العُماني العريق المتمثل في الخنجر العُماني، وترمز الألوان المستخدمة في الشعار - اللون الأزرق والبرتقالي – إلى التزامنا الاحتراف المهني والتطور التقني والروح الوثابة. ويحتضن الشعار بين جانبية اسم عمانتل باللغتين العربية والإنجليزية تعبيراً عن الاهتمام.
إن شعارنا اللفظي «معاً» يعبر عن فلسفتنا في الترابط والتلاحم في كل عمل نقوم به ونحن نسعى لجمع الأفراد والأسر والأعمال التجارية والأقاليم ببعضها ونقرب المسافات بينها مستخدمين آخر ما توصلت إليه تكنولوجيا الاتصالات.

## روابط خارجية
- الموقع الرسمي